# 조지아의 국기
조지아의 국기는 2004년 1월 14일에 제정되었다. 하얀색 바탕에 빨간색 성 게오르기우스의 십자가가 그려져 있으며 네 개의 하얀색 작은 직사각형 가운데에는 네 개의 빨간색 예루살렘 십자가가 그려져 있다.
현재의 국기는 2003년 11월에 일어난 장미 혁명 당시 조지아의 야당이었던 통합국민운동당의 당기로 사용했던 13세기 조지아의 국기를 새로운 형태로 디자인한 국기이다. 1999년 당시 조지아 의회가 현재의 국기로 채택하는 안을 가결하였지만 당시 에두아르트 셰바르드나제 대통령이 부결하여 채택되지 않았다. 그러나 장미 혁명으로 미헤일 사카시빌리 대통령이 취임하면서 2004년 1월 14일 조지아 의회가 다시 가결하여 약 514년 만에 부활하였다.
1990년부터 2004년까지는 와인레드 바탕에 깃대 쪽으로 검은색과 하얀색 두 가지 색으로 구성된 가로 줄무늬가 그려져 있는 형태의 국기를 사용하였다. 와인레드는 과거와 미래의 좋은 시대를, 검은색은 러시아의 지배를, 하얀색은 평화에 대한 희망을 의미하였다.

## 색상
| 색상 | 빨강              | 하양                  |
| ---- | ----------------- | --------------------- |
| RGB  | 255–0–0 (#FF0000) | 255–255–255 (#FFFFFF) |

## 역대 국기

조지아 왕국의 국기 (1008년-1490년)
조지아 왕국의 국기 (1008년-1490년)
자캅카스 민주연방공화국의 국기 (1918년 4월-5월)
조지아 민주공화국의 국기 (1918년-1921년)
그루지야 소비에트 사회주의 공화국의 국기 (1921년-1937년)
그루지야 소비에트 사회주의 공화국의 국기 (1937년-1951년)
그루지야 소비에트 사회주의 공화국의 국기 (1951년-1989년)
조지아의 국기 (1990년-2004년)

## 같이 보기
- 그루지야 소비에트 사회주의 공화국의 국기
- 압하지야의 국기
- 아자리야의 국기
- 남오세티야의 국기
- 잉글랜드의 국기